# 1344 Caubeta
Az 1344 Caubeta (ideiglenes jelöléssel 1935 GA) a Naprendszer kisbolygóövében található aszteroida. Louis Boyer fedezte fel 1935. április 1-én, Algírban.